# Powiat Shimamaki
Powiat Shimamaki (jap. 島牧郡 Shimamaki-gun) – powiat w Japonii, w prefekturze Hokkaido, w podprefekturze Shiribeshi. W 2024 roku liczył 1229 mieszkańców.

## Miejscowości
- Shimamaki